# Солерос европейский
Солеро́с европе́йский (лат. Salicórnia europaéa) — вид однолетних растений из рода Солерос семейства Амарантовые (Amaranthaceae).

## Распространение

### Ареал
Область распространения солероса европейского зависит от системы классификации, которой придерживается тот или иной учёный. Солерос европейский относится к скрытым (криптическим) видам, идентификация которого по морфологическим признакам сильно затруднена, если вообще возможна. Традиционно считается, что солерос европейский широко распространён в Евразии от Атлантики до Китая и Японии, в том числе на территории России (в том числе Астраханская область) и сопредельных государств. В частности, в Большой советской энциклопедии указывается, что этот вид распространён на побережье Балтийского моря, в средней и южной полосе европейской части, на Украине, Кавказе, в южной Сибири и на Дальнем Востоке.
С появлением молекулярных методов исследования представления об распространении этого и других видов солероса начали меняться. Группа европейских систематиков, сравнив результаты различных исследований, предложила ограничить ареал солероса европейского атлантическим побережьем Европы от Испании до Норвегии (включая Британские острова), в то время как внутренние области континента и побережье Средиземного моря считать областью распространения внешне похожего солероса солончакового (Salicornia perennans). Согласно выводу учёных, на Балтике этот вид встречается лишь на острове Готланд и юго-западе Швеции.
Растение было интродукцированно и в Северной Америке вдоль побережья Атлантики от Новой Шотландии к югу до Джорджии, а также в области Великих озёр в Мичигане и Висконсине. В книге Артура Хейнса о цветковых растениях Новой Англии утверждается, что описанный американский таксон Salicornia depressa, по всей видимости, является синонимом солероса европейского.

### Местообитания и экология

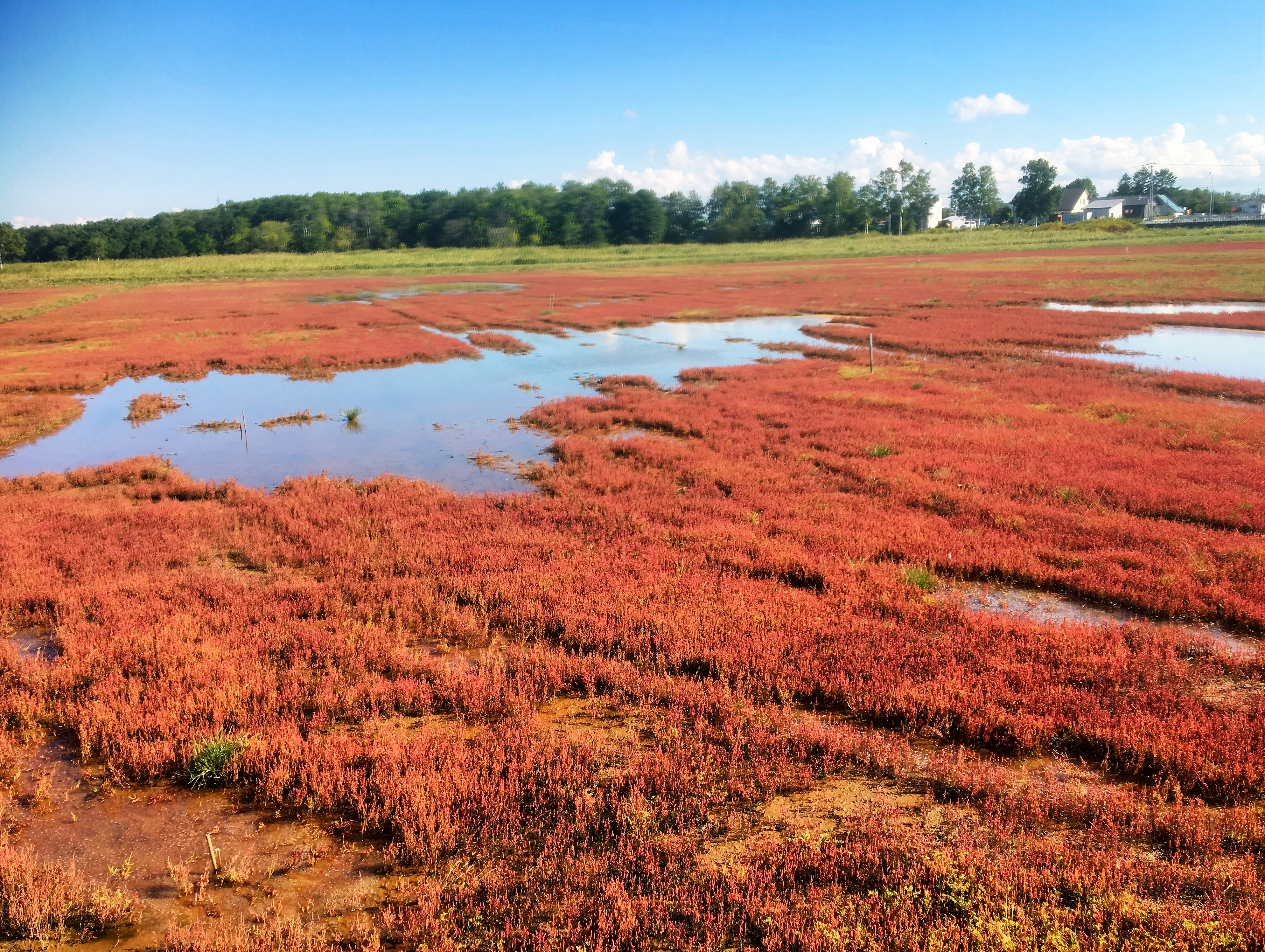
Осень.

Солерос европейский — одно из растений-пионеров на регулярно затопляемых морских побережьях, где большинство других организмов не способны развиваться вследствие высокой концентрации солей, почти полного отсутствия гумусного слоя, недостатка кислорода (при погружении в морскую воду) и воздействия приливных волн. Солерос европейский первым колонизируeт зоны заиления, часто следуя за водорослями. Благодаря высокой солеустойчивости Солерос европейский уже растeт в пойме и тем самым способствуют прикреплению, а также накоплению и связыванию взвешенных веществ.  Процесс осаждения взвешенных веществ постепенно приводит к заиливанию.
Растение не только понижает разрушительную энергию волны, но также способствует аккумуляции осадочных пород, смываемых в море вместе с осадками и течением рек, чем создаёт благоприятные условия для распространения других травянистых растений.
Нижняя граница роста растения примерно соответствует средней высоте квадратурного прилива — то есть среднему значению уровня моря в период наименьшего прилива; ниже этого значения растут только морские травы типа взморника. Растение также охотно заполняет так называемые «солевые ямы» — понижения рельефа в верхней части маршей, где морская вода оставляет лужи, после пересыхания которых образуется толстый слой соли. Содержание солей в таких, обычно свободных от растительности, почвах превышает содержание солей в самом море. Солерос европейский нередко образует большие заросли.
Как обязательные галофиты, растения отчетливо солевые. Из всех цветущих растений они переносят самый высокий уровень соли.  Солерос европейский использует сочность как способ вынести солёные почвы. Суккулентность - это стратегия разбавления поглощенных солей. Вместе с ионами соли вода также абсорбируется и в больших вакуолях. Это предотвращает слишком высокую внутриклеточную концентрацию соли. У однолетнего самфира вегетационный цикл заканчивается, когда концентрация соли становится фатальной. Перегруженное солью растение становится коричневым или красным, что является симптомом стресса, и в конечном итоге погибает.
Для прорастания семенам нужна пресная вода, поэтому они прорастают только после дождя или наводнения. После прорастания молодое растение может переносить полную концентрацию морской соли. До 10 000 семян на одно растение высвобождаются только после того, как они погибнут.  В почве растения сохраняют длительную всхожесть (до 50 лет). Свежие всходы развиваются весной. Молодые растения быстро разрастаются. В августе неприметные цветы опыляются ветром.

## Ботаническое описание

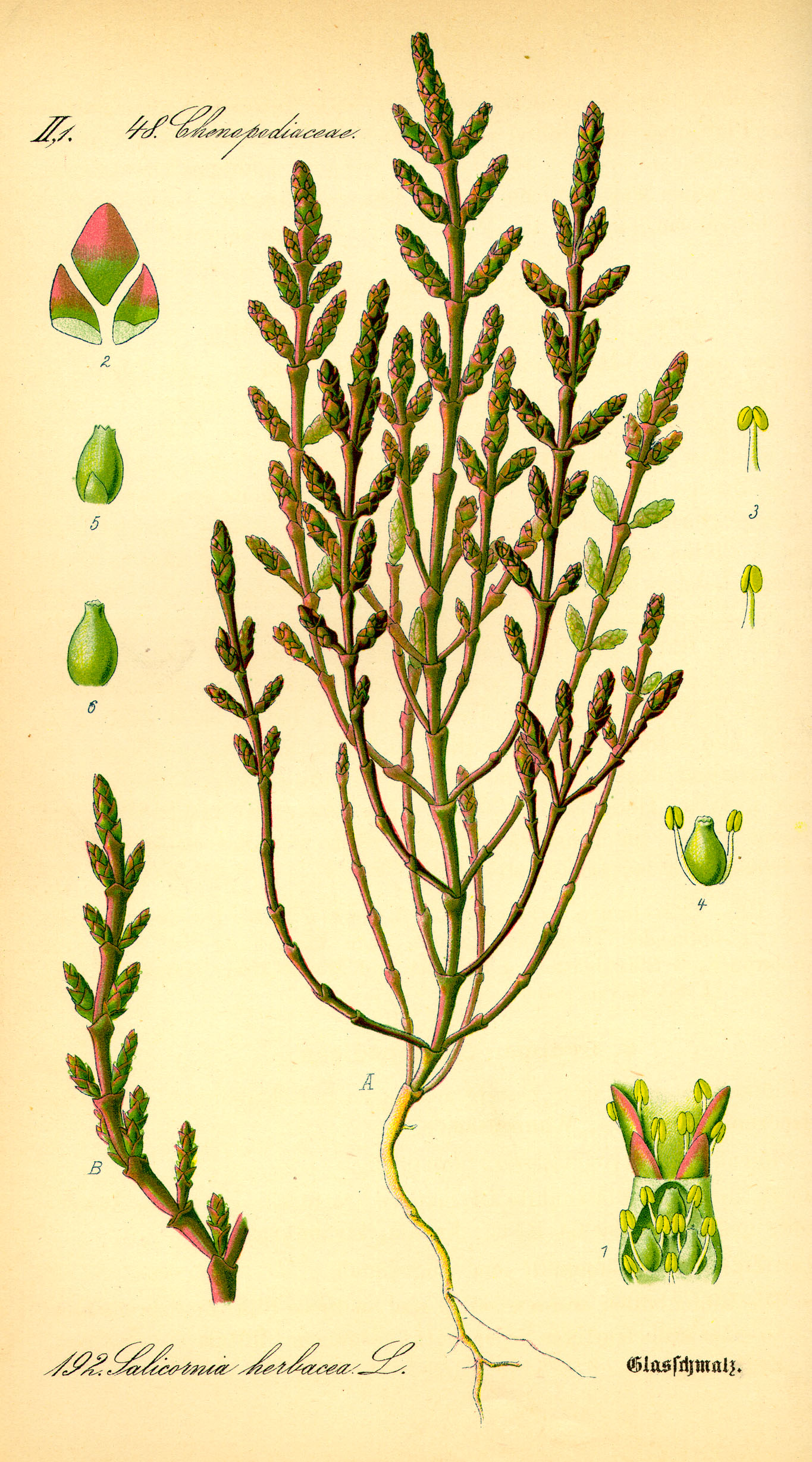
Ботаническая иллюстрация из книги О. В. Томе Flora von Deutschland, Österreich und der Schweiz, 1885

Морфология настоящего вида практически не отличается от морфологии других европейских видов солероса, в связи с чем ряд специалистов иногда рассматривает их в совокупности как единый вид. Комбинация признаков часто указывает на принадлежность того или иного вида, однако ни один из этих признаков по отдельности не может являться определяющим.
Это суккулентный однолетник с сочным ветвистым стеблем и редуцированными листьями, по форме напоминающими чешуйки, высотой до 30 см. Молодое растение окрашено в изумрудно-зелёный цвет, с приходом холодов приобретает багровые тона. Подобно бамбуку стебель состоит их множества колен (сегментов), в основании которых в супротивном порядке развиваются едва заметные листочки (точнее, только их нижняя часть — влагалище). Веточки стебля нередко извиваются, особенно часто в его основании. Верхние сегменты стебля более короткие и имеют углубления (пазухи), из которых в тёплое время года развиваются цветки. Соцветие согласно ботанической классификации относится к колосу, при этом в русскоязычной литературе его обычно называют колосовидным. Длина соцветия около 10 см, на каждый плодоносный сегмент приходится по одной паре колосков, сидящих на стебле в супротивном порядке. Каждый колосок состоит из трёх цветков (триады), средний из которых возвышается над двумя боковыми.

## Применение
Солерос европейский съедобен, его выращивают и добавляют в салаты и в качестве гарнира к блюдам из рыбы и морепродуктов. В пищу идут молодые побеги в сыром виде либо после термической обработки, которые часто заправляют оливковым или сливочным маслом. После недельного роста в сердцевине стебля образуются жёсткие волокна, поэтому чаще всего употребляют в пищу молодые растения, по консистенции и вкусу напоминающие спаржу или шпинат.  Содержит в себе достаточно соли – по этой причине его, как правило, не солят. Из диетических недостатков блюда называют повышенное содержание поваренной соли и сапонинов, которые могут негативно повлиять на обмен веществ и отложение холестерина.
Солерос европейский и другие галофитные растения способны аккумулировать щёлочи, в первую очередь гидрокарбонат натрия, или соду. Способ добычи соды из золы растений, которая затем использовалась для изготовления стекла, мыла, текстиля и бумаги, был известен ещё в древности и активно использовался вплоть до XVIII века. Память об этом сохранилась в англоязычном названии растения glasswort, которое можно дословно перевести как «стеклянное сусло».